# Bel Canto (restaurant)
Pour les articles homonymes, voir Bel Canto et Canto.
Bel Canto Restaurants est une chaîne française de restaurants haut de gamme présente à Paris, Neuilly-sur-Seine et Londres. Elle propose des dîners lyriques, alliant ainsi l'opéra à la gastronomie, à l'aide de jeunes chanteurs d'opéra professionnels issus de conservatoires.

## Concept
Les restaurants Bel Canto présentent un spectacle alliant l'Opera à la Gastrononmie Française. Un quatuor de jeunes chanteurs lyriques accompagné au piano interprète des airs d'opéra (Verdi, Mozart, Bizet, Rossini et Puccini notamment) et participe au service. Le décor des restaurants est théâtral, conçu avec de lourds rideaux de velours rouge, du parquet et des costumes de divas et de ténors aux quatre coins du restaurant,.

## Histoire
Le Bel Canto Paris, tout premier restaurant de la chaîne, a été ouvert le 26 juillet 2000 par son créateur Jacques de la Bussière dans le quartier du Marais. Un deuxième restaurant s'ouvre en septembre 2004, le Bel Canto de Neuilly-sur-Seine, à l'ouest de Paris.
En septembre 2008, les dirigeants décident de tenter l'aventure à Londres avec l'ouverture de Bel Canto London dans le quartier d'affaires de la City. L'établissement, ne trouvant pas son public, décide rapidement de fermer. Il rouvre en décembre 2009 dans l'ouest, dans un hôtel, le Corus Hotel Hyde Park.